# Antonio Maria Gianelli
Antonio Maria Gianelli (Carro, 12 aprile 1789 – Piacenza, 7 giugno 1846) è stato un vescovo cattolico italiano, fondatore delle congregazioni delle Figlie di Maria Santissima dell'Orto (suore Gianelline) e degli Oblati di Sant'Alfonso, noto per le sue missioni rurali popolari. La Chiesa cattolica lo venera come santo.

## Biografia

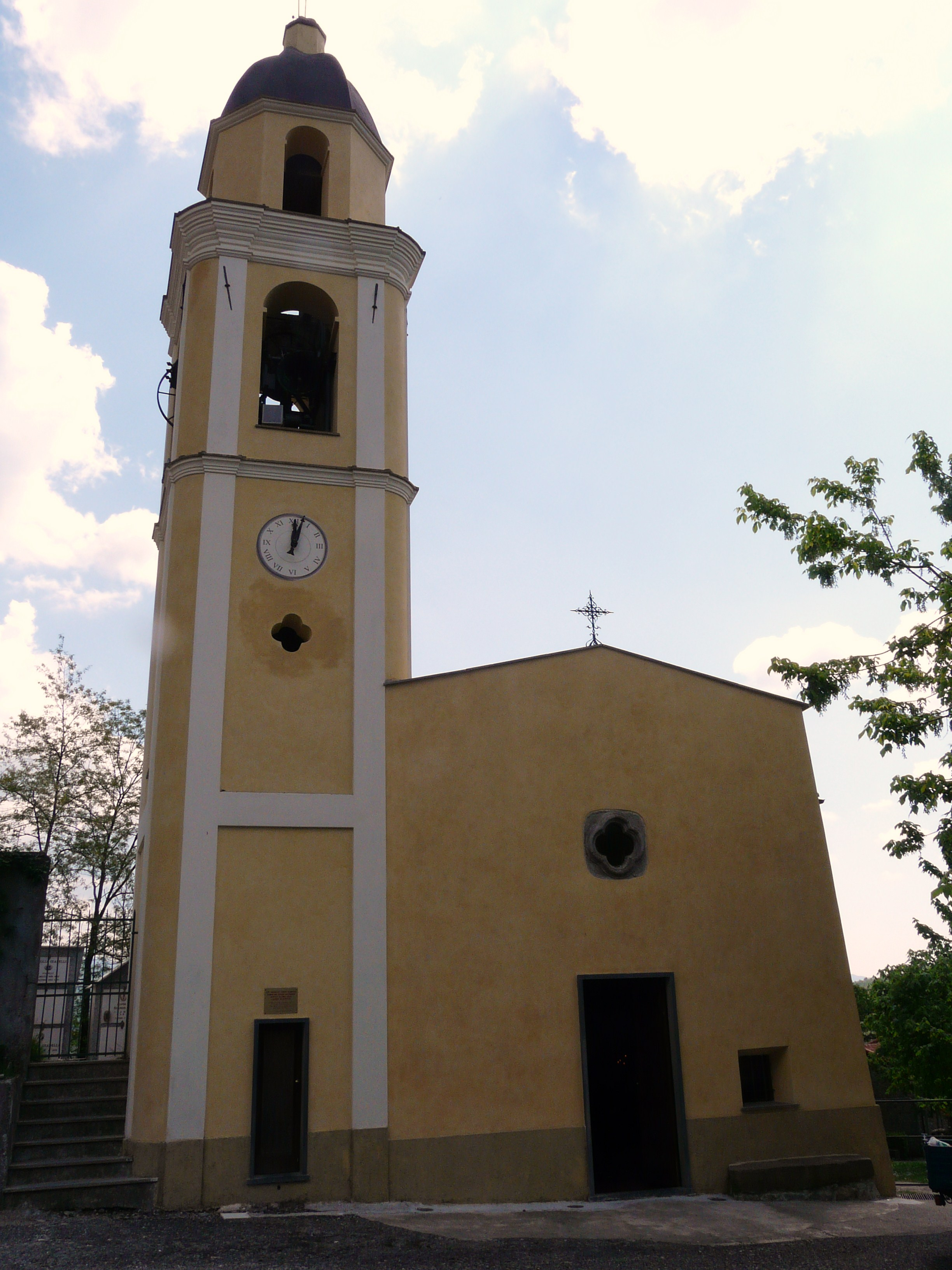
Il santuario edificato nei pressi della casa natale del santo a Cerreta

Nacque nella frazione di Cerreta, oggi compresa nel comune di Carro in provincia della Spezia, da genitori contadini, ebbe cinque fratelli. Studiò, dal 1795, presso la scuola parrocchiale di Castello. La famiglia non aveva i mezzi per fargli continuare gli studi, ma la signora Nicoletta Assereto in Rebisso, ricca vedova e proprietaria dei terreni dove il padre lavorava come mezzadro, si offrì di accogliere il giovane in una sua casa a Genova e presentarlo come alunno esterno al seminario. Nel novembre 1807, all'età di 18 anni, fu ammesso al seminario di Genova al corso di Retorica.
Nel 1811 iniziò lo studio della Teologia dogmatica e morale e per proprio conto studiò sacra Liturgia e a settembre fu ordinato suddiacono e ottenne il permesso di poter predicare. Il cardinale Giuseppe Maria Spina, arcivescovo di Genova, lo ordinò diacono nel marzo 1812. Il 24 maggio 1812 divenne presbitero nella chiesa di Nostra Signora del Carmine in Genova, con una dispensa pontificia di 11 mesi non avendo ancora compiuto i 24 anni richiesti dalla legge canonica del tempo; poi si recò a Cerreta dove celebrò la sua prima messa. Venne inviato in aiuto al vecchio abate dell'antica chiesa di San Matteo in Genova, chiesa dei Doria, e nel febbraio del 1813 fu ufficialmente nominato vice-parroco della stessa chiesa.
Il 23 maggio 1814 entrò a far parte della Congregazione dei Missionari suburbani di Genova, dediti alle missioni popolari. Nel settembre 1815 e nei due anni successivi fu docente di retorica presso il collegio dei Padri Scolopi a Carcare, nella diocesi di Acqui, che all'epoca era suffraganea dell'arcidiocesi di Genova.
Nel novembre 1816 assunse la carica di insegnante di lettere e di retorica presso il seminario arcivescovile di Genova e poi dal 1822 ebbe anche la carica di direttore di disciplina; qui rimase per 10 anni avendo come allievi tra gli altri il futuro arcivescovo Salvatore Magnasco e Giuseppe Frassinetti.
Nel 1823 compose il suo primo scritto, un galateo ad uso dei seminaristi: Regole di civiltà e di buona creanza.
Il 21 giugno 1826 il cardinale arcivescovo di Genova Luigi Lambruschini nominò Gianelli arciprete della parrocchia di San Giovanni Battista di Chiavari, ora nella diocesi di Chiavari, e vicario foraneo delle 110 parrocchie del Levante e della Val di Vara, zona geografica dello spezzino, allora ancora compresa nell'arcidiocesi di Genova e nel Dipartimento del Levante.
Nel novembre 1826, all'apertura del seminario di Chiavari, fu nominato Prefetto degli Studi; vi insegnò teologia dogmatica, teologia morale, filosofia, italiano, latino e greco. Concentrandosi sulla preparazione del clero iniziò subito ad attuare una riforma nei seminari:
- fondò numerose Accademie per l'approfondimento della Sacra Scrittura, della teologia ascetica e morale;
- il 9 luglio 1827 istituì la pratica degli esercizi spirituali per il supporto alla formazione del clero;
- approvò l'istituzione delle "Signore della Carità", ramo femminile della Società Economica, fondata a Chiavari nel 1791, a cui si iscrisse sempre il 28 dicembre 1827, per lo sviluppo delle attività cittadine;
- diede origine, verso la fine del 1827, alla Pia Opera Evangelica di sacerdoti secolari, sotto la protezione di Sant'Alfonso Maria de' Liguori, detti "Liguoriani" e consacrati alle missioni rurali popolari.

Il 22 novembre 1833, su incarico del cardinale Placido Maria Tadini di Genova, portò a termine la riforma del monastero delle agostiniane di Varese Ligure e operò nel frattempo come guida spirituale delle clarisse.
Il 3 aprile del 1837 pose la prima pietra del Conservatorio.
Fondò a Chiavari il 12 gennaio 1829 la congregazione delle Figlie di Maria Santissima dell'Orto. La Madonna dell'Orto è la santa patrona della rivierasca cittadina ligure. Oggi queste religiose sono conosciute come Suore Gianelline. La congregazione fu creata inizialmente radunando un gruppo di giovani donne per l'opera all'Ospizio di Carità e Lavoro, allo scopo di formare maestre ed educatrici per l'assistenza delle ragazze abbandonate, ma poi il loro compito si estese anche ai poveri e agli infermi. Successivamente nel giro di pochi anni le "Gianelline" assunsero numerosi altri impegni, come la direzione degli ospedali di Chiavari, La Spezia e Ventimiglia; l'apertura di un educandato chiamato le "Fanciulle di Maria"; di scuole per ragazze indigenti, con l'apertura delle prime scuole materne in Italia.
L'ordine verrà definitivamente approvato dal papa Leone XIII il 7 giugno 1882. Accanto al Gianelli vi è una giovane vedova, Caterina Podestà, cofondatrice e prima Superiora Generale dell'Istituto, impegnata a far decollare la congregazione e svilupparla dapprima in Liguria poi a Piacenza e in altri luoghi d'Italia e del mondo.
Il 25 agosto 1835, portando in processione il Cristo Nero fu protagonista del "miracolo delle rondini".

### Vescovo di Bobbio

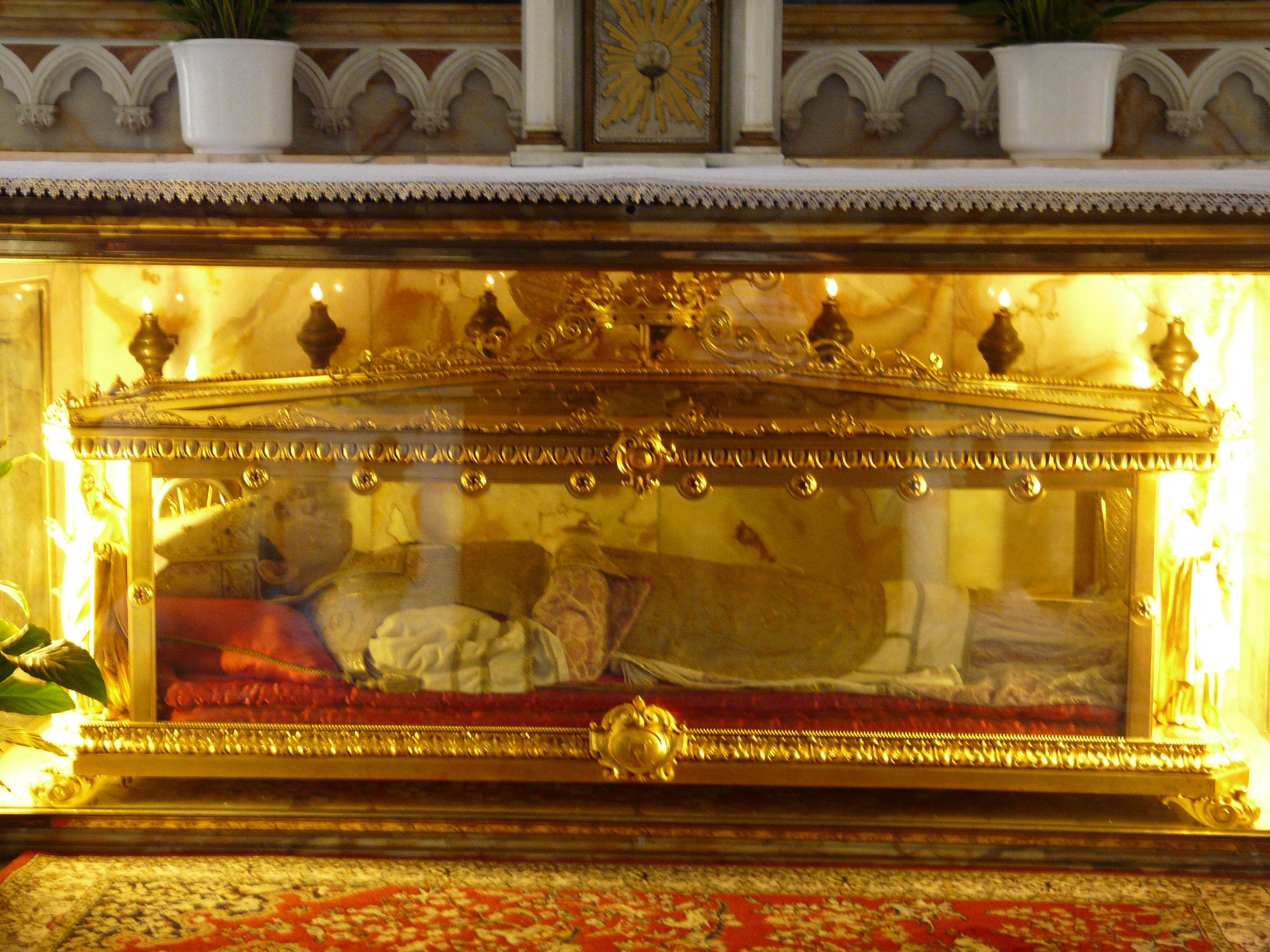
La tomba di Sant'Antonio Maria Gianelli all'interno del duomo di Bobbio

Nel febbraio 1838, mentre era impegnato in una missione popolare a San Bartolomeo della Ginestra, frazione di Sestri Levante, gli giunse la notizia della nomina a vescovo di Bobbio, cittadina attualmente in provincia di Piacenza, ma a quel tempo sotto la divisione di Genova e diocesi suffraganea dell'arcidiocesi di Genova. Il 6 maggio 1838 venne consacrato vescovo nella cattedrale di Genova dal cardinale Tadini e prestò giuramento nelle mani del re Carlo Alberto.
Nel novembre 1838, dopo un progetto durato un mese, radunò i missionari "Liguoriani" fondando la Congregazione missionaria, degli Oblati di Sant'Alfonso. Il 30 agosto 1839 furono approvate con decreto pontificio le Regole degli Oblati. Essi nel 1840 ebbero la loro sede nel santuario della Madonna dell'Aiuto in Bobbio e si dedicarono alla direzione e all'insegnamento nelle scuole e nei seminari, al collegio di Santa Chiara e ad altre missioni rurali e popolari. Tra i molti missionari Oblati vi fu Cristoforo Bonavino.
Nel 1841 giunsero a Bobbio anche le suore gianelline di Chiavari, la cui sede divenne la chiesa di San Nicola con l'attiguo convento; esse iniziarono ad occuparsi dell'ospedale e in seguito anche della scuola femminile di San Nicola. Attualmente il convento è sede anche della Casa di accoglienza ed è situato in piazza San Colombano, di fronte all'abbazia omonima. Nei quasi otto anni di permanenza a Bobbio Mons. Gianelli compì altre due visite pastorali.
A 56 anni, nell'aprile 1845 comparvero i primi sintomi della tisi, non riconosciuta subito dai medici. Nel maggio si ritirò nella villetta di Fognano sulla riva destra del fiume Trebbia, dove parve ristabilirsi e volle riprendere l'attività pastorale. La malattia durante l'inverno non gli diede tregua e nella primavera del 1846, essendo le sue condizioni peggiorate, su consiglio del medico, andò a Piacenza, dove inizialmente ebbe un parziale miglioramento; ma il 7 giugno 1846 morì. Dopo i funerali in cattedrale, il corpo fu posto nella cripta dei Sepolcri dei Vescovi, accanto a suoi predecessori.
In seguito le sue spoglie vennero trasferite nell'attigua cappella a lui dedicata, all'interno di un'urna trasparente, sotto l'altare sempre nella cripta del duomo di Bobbio.

## Culto

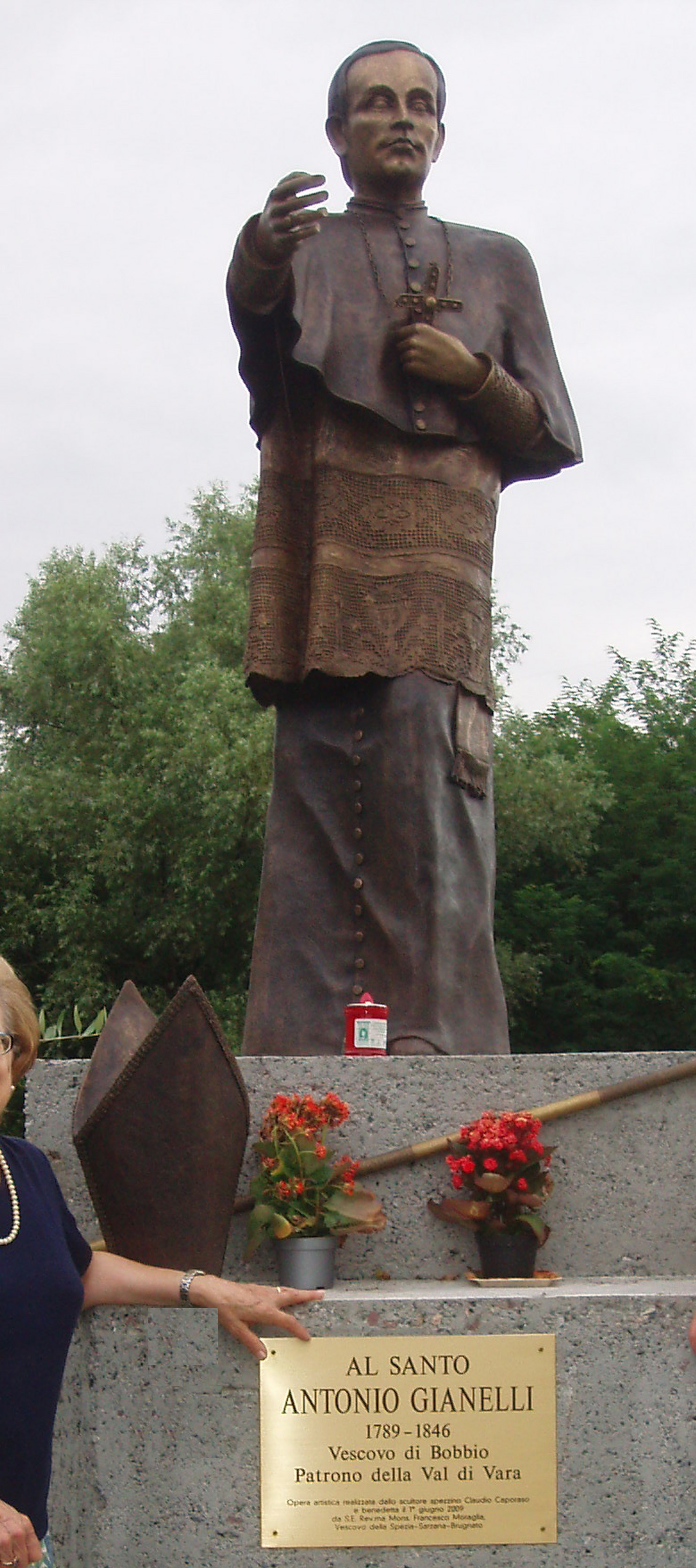
La statua del santo a Brugnato

Papa Benedetto XV lo dichiarò venerabile nel 1920. Fu beatificato dal papa Pio XI il 19 aprile 1925. Venne proclamato santo il 21 ottobre 1951 da papa Pio XII.
Nel 2001, a 50 anni dalla sua canonizzazione, le reliquie furono portate in pellegrinaggio da Bobbio nella val di Vara fino a Chiavari, nei luoghi cari al Gianelli e nella sede delle sue suore gianelline. Il 21 ottobre 2001 gli è stata dedicata una statua in marmo bianco di Carrara su disegno di Luciano Lodola e collocata alle porte della città bobbiese. Nella chiesa di San Matteo a Genova, dove fu vice-parroco, si trova una dedica con una sua foto, mentre nella cattedrale di San Lorenzo è stata posta una statua in suo onore.

## Opere
Gianelli ha lasciato molti scritti, tra i quali una Vita di San Colombano, panegirici, regole, prediche, discorsi morali e un Carteggio con la sua corrispondenza.
- Allocuzione al Popolo di Chiavari per la posa della prima pietra del Conservatorio, Tip. Argiroffo, Chiavari 1857
- Prediche diverse - 2 volumi -, Sac. Marcone, Genova 1875
- Discorsi e Panegirici, Sac. Marcone, Genova 1878
- Lettere pastorali, Edizioni Gianelliane, 1980
- Vi darò un segnale per vedere, Pensieri di S. Antonio Gianelli, Roma 1988

## Genealogia episcopale
La genealogia episcopale è:
- Cardinale Scipione Rebiba
- Cardinale Giulio Antonio Santori
- Cardinale Girolamo Bernerio, O.P.
- Arcivescovo Galeazzo Sanvitale
- Cardinale Ludovico Ludovisi
- Cardinale Luigi Caetani
- Cardinale Ulderico Carpegna
- Cardinale Paluzzo Paluzzi Altieri degli Albertoni
- Papa Benedetto XIII
- Papa Benedetto XIV
- Papa Clemente XIII
- Cardinale Enrico Benedetto Stuart
- Cardinale Francesco Bertazzoli
- Cardinale Placido Maria Tadini, O.C.D.
- Vescovo Antonio Maria Gianelli